# Parco nazionale dell'Auasc
Il parco nazionale dell'Auasc (in amarico: የአዋሽ በሔራዊ ፓርክ) è un parco nazionale dell'Etiopia. Istituito nel 1969, si estende su una superficie di circa 756 km².

## Geografia
È situato all'estremità meridionale della regione degli Afar, 225 km ad est di Addis Abeba. La città più vicina è Auasc, che si trova ad est del parco. Il confine meridionale del parco è delimitato dal fiume Auasc e dal lago Beseka. La strada che da Addis Abeba si dirige verso Dire Dawa divide il parco in due settori: uno meridionale, la pianura di Illala-Saha, e uno settentrionale, la valle del Kidu. Il parco è dominato dal vulcano Fantale, che raggiunge un'altezza di 2007 m e si innalza improvvisamente dall'altopiano circostante, situato a circa 900 m sul livello del mare.
Nel parco le temperature sono molto calde e possono raggiungere più di 40 °C. Di notte possono scendere fino a valori compresi tra i 10 e i 22 °C. Le piogge cadono generalmente tra febbraio ed agosto; la media delle precipitazioni è di 619 mm.

## Flora e fauna
Il paesaggio è dominato da boschetti di acacie e pascoli. Nella valle del Kidu, situata a maggiore altitudine, vi sono sorgenti di acqua calda circondate da palmeti.
La fauna del parco riflette le condizioni di siccità che la regione sperimenta per gran parte dell'anno. Tra i principali abitanti del parco figurano l'orice beisa, la gazzella di Sömmerring, i kudù maggiore e minore, il cobo, il dik-dik di Salt, la redunca e l'oritteropo. Nelle zone di montagna è possibile incontrare anche il saltarupe. Le zebre vivono principalmente a occidente del Fantale. Tra le scimmie presenti nel parco vi sono il babbuino verde, l'amadriade e il guereza. Tra i carnivori ricordiamo il ghepardo, il serval, il caracal e il leopardo.
Finora, nel parco sono state rinvenute più di 350 specie di uccelli, tra cui lo struzzo, il segretario, il bucorvo settentrionale, il gruccione carminio settentrionale, la ghiandaia marina abissina e vari turachi.